# Gigante de Atacama

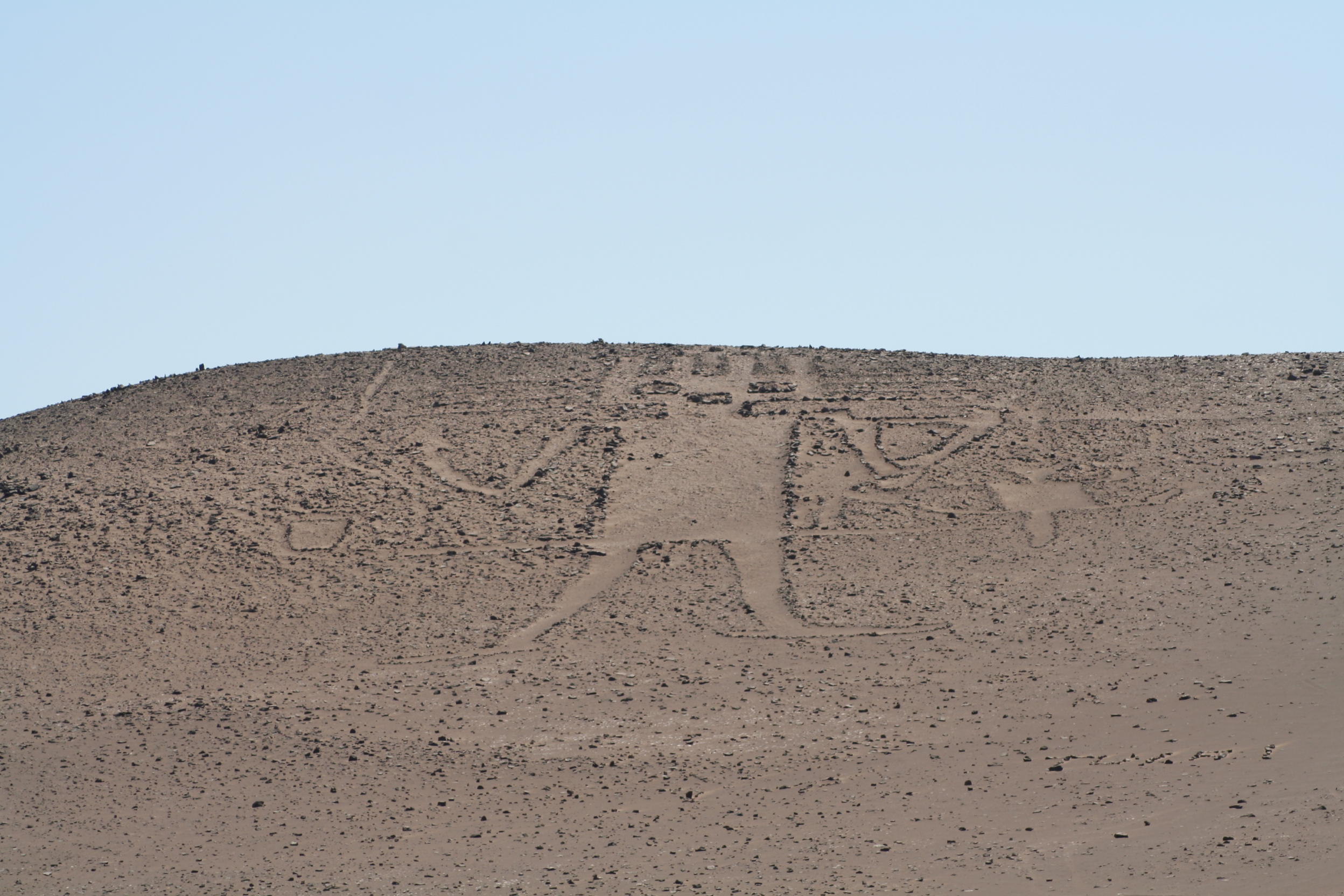
El Gigante de Tarapacá.

Dibujo del Gigante de Tarapacá.

Gigante de Tarapacá, Geoglifo de Cerro Unita o Gigante de Atacama, es una gran figura preincaica antropomorfa de 86 metros de largo trazada en el flanco noroeste del cerro Unita, a 15 km del pueblo de Huara, Provincia del Tamarugal, Región de Tarapacá, Chile, territorio comprendido en el desierto de Atacama, y declarado Monumento Arqueológico.
La técnica empleada en su confección es de tipo mixta, mediante la acumulación de piedras y vaciado del terreno. En las laderas del cerro hay al menos otras 21 figuras geométricas y zoomorfas que se presume fueron realizadas por culturas que habitaron la región entre los años 1 000 y 1 400 d. C.
El gigante fue avistado por primera vez en un vuelo exploratorio realizado por Eduardo Iensen Franke en 1967, acompañado de los arqueólogos Delbert True, Lautaro Núñez y M.C. Mandoff.
La zona del cerro Unita y un total de 1 144 hectáreas circundantes que contienen gran cantidad de material arqueológico ha sido declarado como Bien Nacional Protegido en 2019. Las características particulares y alcance espacial de esta zona no se encuentran sistemáticamente registradas ni estudiadas aún.
Se supone que la representación corresponde a un chamán o yatiri, aunque también puede corresponder a la deidad andina Tunupa-Tarapacá, que realizó una travesía desde el lago Titicaca hacia el océano Pacífico. Sobre Tunupa-Tarapacá se señala que "El mismo Pachacuti Yamqui, en su transcripción de la primera oración de Manco Cápac, menciona a Viracocha como creador de todas las cosas agregando que, en esa primera edad de las tinieblas, los hombres vivían en lugares baldíos y, por escasez de lugares y tierra, peleaban sin cesar. Apareció entonces un tal Tunupa.

El qual no trayera interés ninguno, ni trayera hatos, el qual dicen que todas las lenguas hablaba mejor que los naturales y le nombraban Tonapa o Tarapacá
Pachacuti 1993 [1613]:188

Este personaje, según Pachacuti, anda por las tierras del Tahuantinsuyu haciendo milagros, 

Pues se llamó este barón Tonapa Uiracochampa Cachan, pues ¿No era este hombre el glorioso apóstol Sancto Thomás? (...) Este barón llamado Thonapa dizen que andubo por todas aquellas provincias de los Collasuyos predicándoles sin descansar
Pachacuti 1993 [1613]:189